# Podocoma hirsuta
Podocoma hirsuta là một loài thực vật có hoa trong họ Cúc. Loài này được (Hook. & Arn.) Baker miêu tả khoa học đầu tiên năm 1882.